# الريال دي لا خارا (إشبيلية)
الريال دي لا خارا (بالإسبانية: El Real de la Jara)‏ هي بلدية إسبانية تقع في مقاطعة إشبيلية في الأندلس ذات الحكم الذاتي. تنتمي إلى كوماركا سييرا نورتي. بلغ عدد سكانها 1.575 نسمة (2016) وتبلغ مساحتها 160 كيلومتر مربع بمُعدل كثافة سكانية 10,42.